# Mercury Milan
O Milan é um sedan de porte médio da Mercury. Seu nome deriva da cidade italiana de Milão (Milan em inglês). Utiliza a mesma plataforma do Ford Fusion e Ford Edge, ambos da primeira geração, já que a Mercury é uma divisão da Ford Motor Company. Saiu de linha assim que a marca Mercury foi descontinuada, foi vendido nos Estados Unidos (incluindo Porto Rico e Ilhas Virgens Americanas), México e Oriente Médio.
Ao longo de sua produção, o Milan foi produzido ao lado do Ford Fusion na Hermosillo Stamping & Assembly em Hermosillo, Sonora, México. Em março de 2009, o Mercury Milan Hybrid 2010 foi introduzido junto com o Ford Fusion Hybrid no mercado dos EUA.